# List Jeremjášův
List Jeremjášův (v Českém katolickém překladu Jeremiášův list) je biblická kniha Starého zákona, která byla v Septuagintě zařazena samostatně, avšak ve Vulgatě, Českém ekumenickém překladu a některých dalších biblických překladech je přiřazena ke knize Báruch jako její poslední, šestá kapitola.
Není součástí hebrejské bible (tedy palestinského kánonu), takže jej katolická církev řadí mezi deuterokanonické knihy a protestanti považují za apokryf. Vznikl ve 2. století př. n. l., má 72 veršů a její autor se v ní obrací k babylonským zajatcům, které varuje před modloslužbou.